# تايلور مكدونالد
تايلور مكدونالد هي لاعبة كرلنغ كندية، ولدت في 12 مايو 1993 في ليثبريدج في كندا.

## وصلات خارجية
- تايلور مكدونالد على موقع الاتحاد الدولي للكرلنغ (الإنجليزية)